# Macario I de Jerusalén
Macario I de Jerusalén (n. ? - † hacia 335) fue el último obispo de Aelia Capitolina y el primer arzobispo griego de Jerusalén aproximadamente entre 314 y 333. Se le atribuye haber participado en el descubrimiento de las reliquias de la Santa Cruz junto con Santa Elena y la coordinación de la construcción de la primera Iglesia del Santo Sepulcro, mandada construir por el emperador Constantino.

## Vida
Macario nació probablemente hacia el año 250, se distinguió por su elocuencia. Sucedió a Hermón en la sede de Jerusalén y durante su episcopado, tuvo que enfrentarse a la herejía arriana, que ya causaba un profundo cisma en la iglesia oriental, a la cual combatió con ahínco durante el primer Concilio de Nicea, en el cual defendió la creencia en el «descendimiento a los infiernos» y su nombre encabeza la lista de los obispos palestinos firmantes de las actas de dicho sínodo. 
Por otro lado, según fuentes contemporáneas (Eusebio de Cesarea y san Atanasio) mencionan que en este concilio, se dieron los primeros altercados sobre la preeminencia que la sede de Jerusalén debía tener sobre la de Cesarea, por ser el lugar en donde sucedieron los hechos de la vida, pasión, muerte y resurrección de Jesucristo; tesis defendida por Macario (y por sus sucesores), lo que culminó con el reconocimiento de esta sede con el título de arzobispado, aunque dejándola aun bajo la jurisdicción del obispo de Cesarea (hasta 451). 
Conforme testifica Eusebio, después del concilio, Macario fue el encargado por el gobierno imperial, para la búsqueda e identificación de las reliquias existentes en la ciudad, lo que llevó al descubrimiento de la Vera Cruz y la posterior construcción, a gran escala, de los primeros templos cristianos sobre estos antiguos lugares de culto, entre ellos: la Basílica del Santo Sepulcro, la iglesia del Cenáculo, entre otras. Macario de Jerusalén murió en 333 y fue sucedido por Máximo III y es reconocido como santo por las iglesias católica y ortodoxa; su fiesta: 10 de marzo.
| Predecesor: Hermón | Arzobispo de Jerusalén 314 - 333 | Sucesor: Máximo III |